# 韩国经济开发五年计划

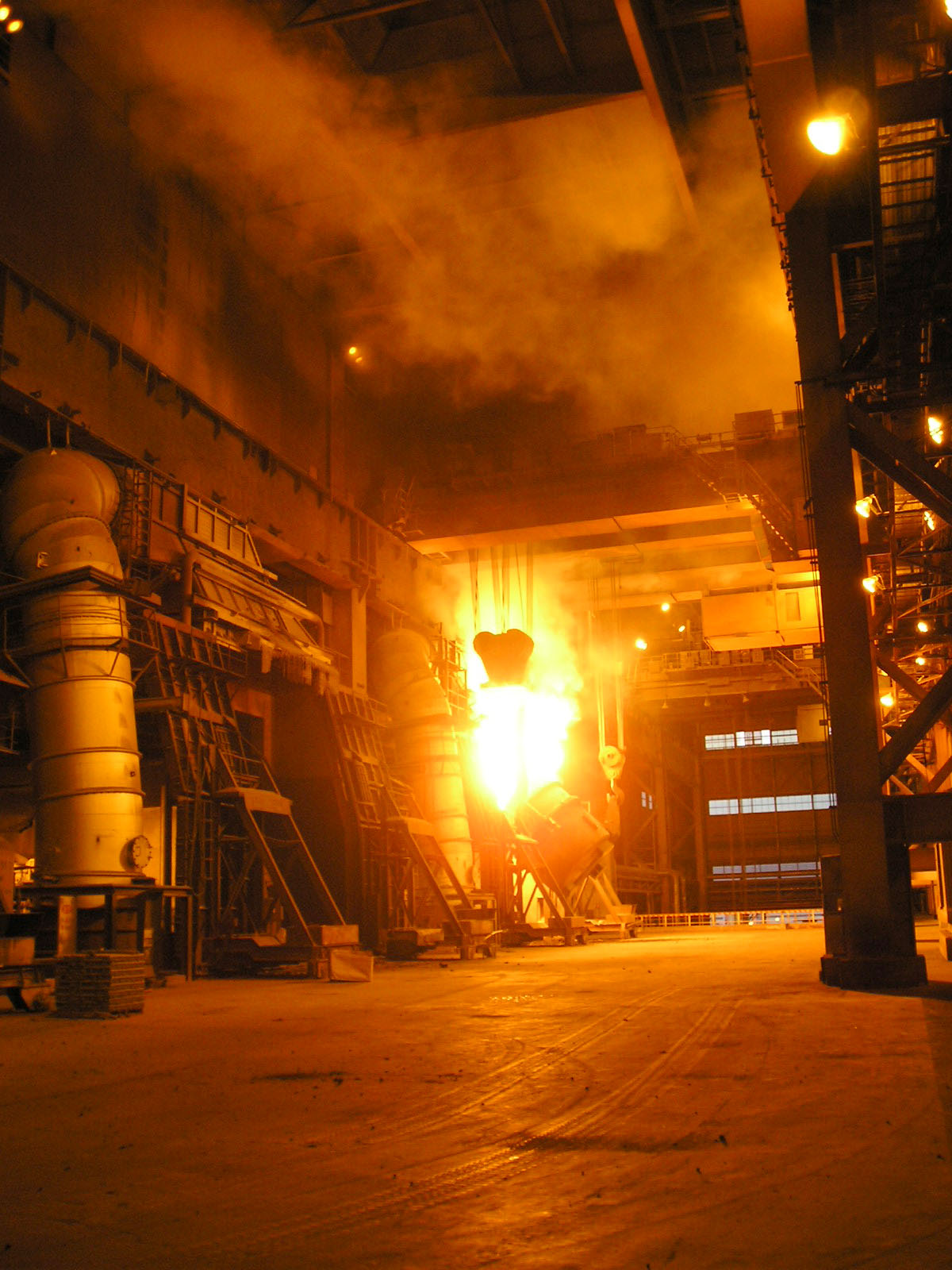
浦项钢铁光阳钢厂

经济开发五年计划（韩语：／）是韩国政府在20世纪60年代初至20世纪后期实行的经济发展计划。1962-1996年间，韩国政府一共制定和实施了七个五年计划。其中，第1-4个五年计划称为“经济开发计划”，第5-7个五年计划为体现韩国政府对经济增长与社会发展的同时重视，得名“经济社会发展计划”:48。前4个五年经济计划有着很强的“指令性”。从第5个五年计划开始，韩国政府开始强调计划的“诱导性”，尽量扩大民间和其它部门的参与。第6个五年计划指出经济计划将在自主与竞争为基础的自由市场经济范围下发挥作用。而第7个五年计划除了强调“诱导性”外，还强调计划的“战略性”，由政府和民间共同推进国民经济的战略课题:189-190。五年经济计划是韩国政府主导发展外向型经济的体现，为韩国摆脱贫穷，实现“汉江奇迹”的经济騰飛做出了重要贡献:129:109。
“经济企划院”是韩国负责制定和推行五年经济计划的政府机构。经济企划院在1961年成立之初为部级国家机构，后提升半级，由一位副总理兼任其首长。经济企划院雇用有数百名经济、法律、公共管理、教育等方面的专家，下设经济企划局、预算局、物价政策局、经济协力局、调查统计局等，领导财务部、商工部、农林水产部、科技部等中央部门，在韩国经济的统筹发展过程中起到了重要的作用:122-123。
李承晚政府和民主党张勉政府曾分别于1960年和1961年制定过“经济开发7年计划”（1960-1966年）和“经济开发5年计划”（1961-1965年）。不过这两个计划由于四一九革命和五一六军事政变而未实施:14:87-89。韩国经济五年计划的实际实施是在朴正熙执政之后:104。1993年，金泳三当选韩国总统后，公布了与其任期一致的“新经济五年计划”，取代了“七五”计划。后来的金大中政府不再制定五年经济计划:129:109:49。

## 历史

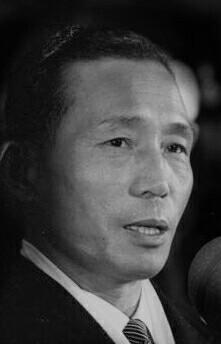
韓國總統朴正熙是汉江奇迹的缔造者，其任內帶領韓國經濟起飛

韩国政府最早的经济开发计划是李承晚政府于1959年5月制定的“经济开发7年计划”（1960-1966年）的前半部分“经济开发3年计划”。该计划由当时韩国复兴部的咨询机构复兴部产业开发委员会制定，并于1960年4月15日在韩国国会获得通过。这个经济计划是为应对当时美国对韩援助不断减少而提出的，其直接目标是减轻粮食的对外依赖程度，并通过对第二产业的投资优化产业结构。该计划最大的特点是以工农业平衡、重轻工业协调、国际收支平衡等平衡增长为开发战略。这个经济计划刚刚通过不久，李承晚政府便在随后发生四一九革命中垮台。该计划因此無法实施。:14:87-88
四一九革命后上台的民主党张勉政府在李承晚政府的经济计划基础上，于1961年初制定了“经济开发5年计划”（1961-1965年），并在内阁会议上讨论通过。由于当时民主党内部新旧派别的矛盾，群众示威接连不断，社会秩序混乱。1961年5月16日，朴正熙发动五一六军事政变推翻了仅存在8个月的张勉政权。“经济开发5年计划”也因此成了又一个未能实施的经济计划。:14:89
韩国五年经济计划的实际实施是在朴正熙执政之后:104。1962年1月初，朴正熙政府正式发布了一五计划（1962-1966年）。此后，韩国政府在1962到1996年间先后一共制定和实施了七个五年经济计划。1993年，金泳三当选韩国总统后，公布了与其任期一致的“新经济五年计划”，取代了“七五”计划，终止了原五年经济计划的历史使命。后来的金大中政府不再制定五年经济计划:129:109:49。

## 经济企划院
1948年7月17日，韩国在制定宪法时制定了政府组织法，其中决定设立直属于国务总理的“企划处”，负责制定待向国务会议提交的财政、经济、金融、产业等综合计划和编制预算方面的事务。1955年2月7日，韩国修订政府组织法，决定撤销企划处，并于同年8月27日成立“复兴部”。根据新修订的政府组织法，“复兴部长掌管复兴产业经济综合计划及其实施的管理调整事务”。:186
1961年6月26日，朴正熙政权修改政府组织法，废除复兴部，设立“建设部”。“建设部长掌管与为国民经济有效运营所需综合计划的制定和实施有关的管理调整事务”。不过一个月后，朴正熙政府于7月22日再次修改政府组织法，决定设立“经济企划院”。根据新的政府组织法，经济企划院负责“处理国民经济复兴及开发综合计划的制定与实施中的管理调整事务”。:186:86
经济企划院最初由建设部一些相关职能部门组建而成，设有4个局19个课。为了掌管国土建设的事务，国土建设厅成为企划院的外厅。同年10月，调拨厅也成为企划院的外厅，以便掌管内外资的购买、供给与管理事务。起初，企划厅设有1名院长和1名副院长。但1963年12月14日起，企划院开始设立1名院长、1名副院长。其中院长由国务副总理兼职（当时韩国政府只设有一名副总理）。:186-187:86
在朴正熙和全斗焕执政期间，经济企划院拥有着强大的权利。副总理兼企划院长常被人称为“经济副总统”。20世纪60年代－70年代，经济企划院通过制定经济开发计划，调整经济政策，统辖其它经济部处。企划院长从1961年起运营“经济部长会议”，后又主管“月例经济动向报告会议”，还以委员长或议长的身份运营诸多协会和调整机构。1973年的韩国政府组织法规定经济企划院长受国务总理之命在经济计划和运营上统辖有关各部门:188:87。经济企划院雇用有数百名经济、法律、公共管理、教育等方面的专家，在韩国经济的统筹发展过程中起到了重要的作用:122-123。

## 历次经济五年计划

### 一五计划（1962-1966年）
1954-1961年的韩国经济数据显示，到1957年韩国经济已经从战争的废墟中恢复，一些消费资料生产甚至出现了过剩的现象。但在朴正熙政权上台前，韩国经济仍然处于低投资——低生产——低收入的恶性循环中，面临着经济增速逐年降低，人口增长过快，失业率过高，产业结构落后，第一产业比重很大，二三产业比重小等诸多严峻问题。能否振兴经济成为维护朴正熙政权的关键。“为了果断地纠正因旧政权无能和腐败而造成的社会经济上的恶性循环，实现国民经济的重建和自立增长”，朴正熙政权于1962年1月初正式发布了一五（1962-1966年）计划。:90-91
朴正熙的一五计划采纳了许多张勉政府经济五年计划的内容，主张实行“受执导的资本主义体制”或“混合经济体制”，主张公共部门实行政府主导，民间部门实行诱导政策，反对李承晚政府的“均衡增长”战略，主张以工业化为中心的“非均衡增长”，强调经济的高速发展。两个计划在重点产业的选择以及经济增长率量化指标上差别也不大。不过两者也存在不少的区别。在政府与企业关系方面，朴正熙政府更强调政府的执导作用；在增长与分配方面，张勉政府重视国民福利，而朴正熙政府则强调国民的“耐乏性”、“勤劳精神”；在工业与农业关系方面，朴正熙政府更重视工业化和基于工业化的农业振兴；在外汇方面，张勉政府注重外国援助，而朴正熙政府则主张通过出口换汇。:53
一五计划的政策重点包括：发展电力、煤炭等能源产业；增强农业生产力，提高农民收入，纠正国民经济结构的不均衡；扩充基干产业，充实社会间接资本；活用闲置资源，尤其要增加就业，保护和开发国土；以增加出口为主轴，改善国际收支；振兴技术。一五计划为经济各部门的增长制定了数量化的指标，并为实现这些目标制定了各种方针和措施。:92-94:126:107
一五计划在实施的过程中出现了许多问题，韩国政府认为诸多影响经济指标的因素在计划制定之初没有考虑进去，因此对原计划进行了补充和修改，并于1964年2月发布了“补充计划”。补充计划下调了经济增长率等经济指标，例如年均经济增长率从7.1%下调为5%，国内总投资率从22.6%下调为17%，国内总储蓄率从9.2%下调到7.2%，海外储蓄率从13.4%下调到9.9%。不过在1966年，尽管一些原经济指标没能实现，但经济增长率达到了8.5%，不仅超出补充计划3.5个百分点，而且比原计划的目标还高出1.4%。这也给朴正熙政府和韩国国民极大的鼓舞。:95-97:63-64
作为韩国的第一个经济开发计划，一五计划在制定和实施上都出现了不少失误，但其取得的成果是明显的。高达8.5%的经济增长率标志着韩国经济开始腾飞。经过一五计划，韩国产业结构发生了较大变化，第二产业比重明显增大，重工业在韩国工业的比重有很大提高。韩国对外出口在5年内增加3.6倍，出口结构也得到改善，工业品比例由1961年的27.7%上升到1966年的67.5%。从韩国经济发展史看，一五计划最大的成果就是在摸索中找到了适合韩国国情的以政府主导、出口主导、非均衡发展为基本内容的开发战略。:65

### 二五计划（1967-1971年）

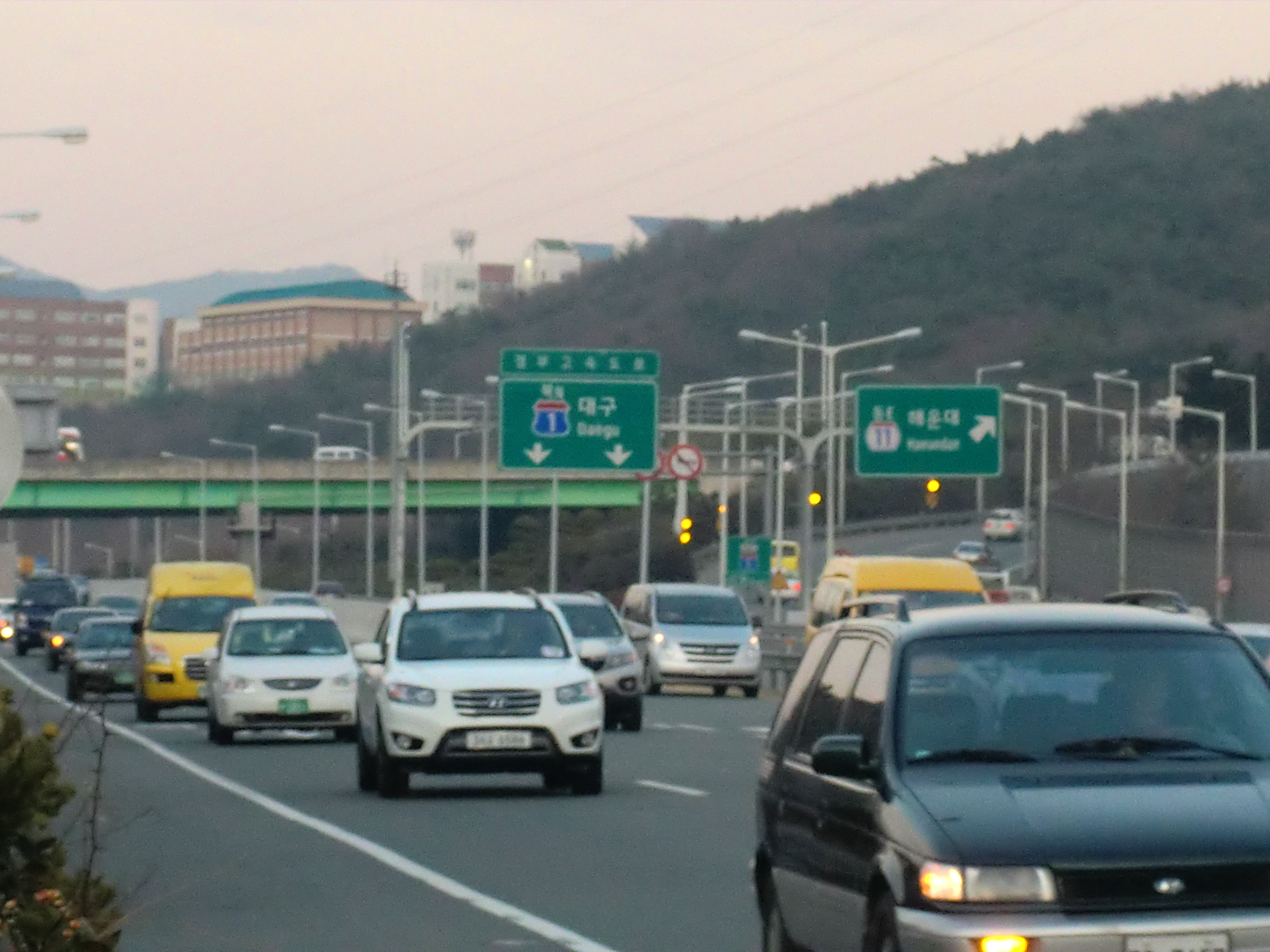
京釜高速公路

与仓促制定的一五计划不同，二五计划是以一五计划的实施情况为依据，采用各种计划技术和统计资料制定的，是韩国经济史上首个用科学方法制定的经济计划。二五计划的制定工作开始于1964年末，最后于1966年7月29日在国务会议上审议通过。韩国政府为制定此计划投入了大量的人力物力，政府各部门，多家研究机构，许多国内外经济学家都参加了计划的制定。联合国国际开发署也向韩国派驻了一个顾问团进行协助。:100:66:53-54
二五计划的制定是从总体、部门和项目三个层面进行的。总量目标的确定采用的是平衡投资与储蓄的对内差额、进出口的对外差额研究方法。部门计划的制定采用的是投入产出模型。制定投资项目计划时编制了产业图表，计算各产业内部投资收益率。计划的制定过程中采用了系统分析和运筹学等定量方法，包括投入产出模型、中期宏观经济模型、短期稳定性模型、钢铁和石化部门的混合整数线性规划模型、区域均衡发展的线性规划模型等:54:54。
此外，二五计划还对韩国未来15年的经济进行了远景规划，即到1981年实现完全自立的经济体制，具备现代化的经济基础，包括实现国际收支平衡，必要的投资完全在国内筹措，实现完全就业。二五计划作为实现这一远景目标的一个阶段，其基本目标确定为“实现产业结构现代化，进一步促进自立经济的确立”。:100:66:126-127
二五计划的政策重点包括：（1）实现粮食自给自足，促进山区绿化和水产业开发。（2）建设化工、钢铁、机械工业，实现工业生产翻一番，为工业结构的提升打下基础。（3）出口额达到7亿美元，促进进口替代，进一步改善国际收支。（4）扩大就业，并推行计划生育，抑制人口的快速增长。（5）大幅增加国民收入，特别要重视农业的多种经营，以提高农民的收入。（6）振兴科学技术，培养人力资源，提高技术水平和生产率。:100-101:66-67:107
二五计划制定的经济指标主要包括：1971年的经济规模要扩大到1965年的1.5倍；人均国民收入增加31%；第一产业年均增速为5%，其它产业为8%；工矿业在国民经济的比重从22%提高到27%；轻工业与重工业的比由72:28下降到66:34；就业人口增加22%，完全失业率从1965年的7.4%下降为5%；粮食实现自己，人均日消费量由3.6公升提高到3.8公升；人均年棉织品消费保持约3米，化纤制品消费从0.7千克增加到1.3千克；新建住宅833千户；发电量从3250百万千瓦小时增加到7797百万千瓦小时，人均电力消费从87千瓦增加到192千瓦；城乡电话线路从24.7万条增加到88.4万条；促进山区绿化，修建全国道路网和桥梁，未造林地从26%减少到5%以下，林地面积扩大到95%以上；总货运量从每公里5365百万吨增加到每公里95亿吨，总客运量从每公里119亿人增加到每公里234亿人；对外贸易出口额达到55000万美元；进一步提高财政自立程度，国内收入在财政总收入的比重从73%上升到92%。:102-104
在二五计划的实施的第二年即1968年，朴正熙政府对计划作了较大的调整，主要包括：年均经济增长率由7%上调到10%，以1965年不变价格计算1971年的国民生产总值要达到15,804亿韩圆；人口增长率在1971年控制在2%，人均国民生产总值要达到46,500亿韩圆；工矿业年均增长率由10.7%提高到20.2%，社会间接资本和其它服务业年均增长率从原来的6.6%提高到10.2%；1971年的出口总额调整为15亿美元，其中商品出口10亿美元，比原来提高了83%。:104
较一五计划，二五计划在制定和实施上都有了很大的改进，也取得了相当可观的成果。韩国经济在二五期间年均增长率达到9.7%，远高于原计划的7.0%，其中1969年的增长率高达13.8%。以1965年不变价格计算，1971年国民生产总值达到15,619亿韩圆，比1965年增加了93.8%，人均国民生产总值年均增长率为9.4%，比1965年增加了72.5%。商品出口年增长率超过35%，1971年商品出口达113,200万美元是1965年的6.4倍:105。二五期间，韩日邦交实现了正常化，越南战争的爆发使军工需求不断增长。1968年，连接首尔和仁川的韩国首条现代化高速公路京仁高速公路正式通车。两年后，京釜高速公路通车:127:107:144。韩国在二五期间还加入了关贸总协议，参与了肯尼迪回合，积极向开放体制转移。但由于原材料和生产资料进口的大幅增加，贸易逆差呈逐渐增加的趋势，国际收支恶化，投资的海外依存度严重，农业发展不振，通货膨胀未能得到解决:54。

### 三五计划（1972-1976年）

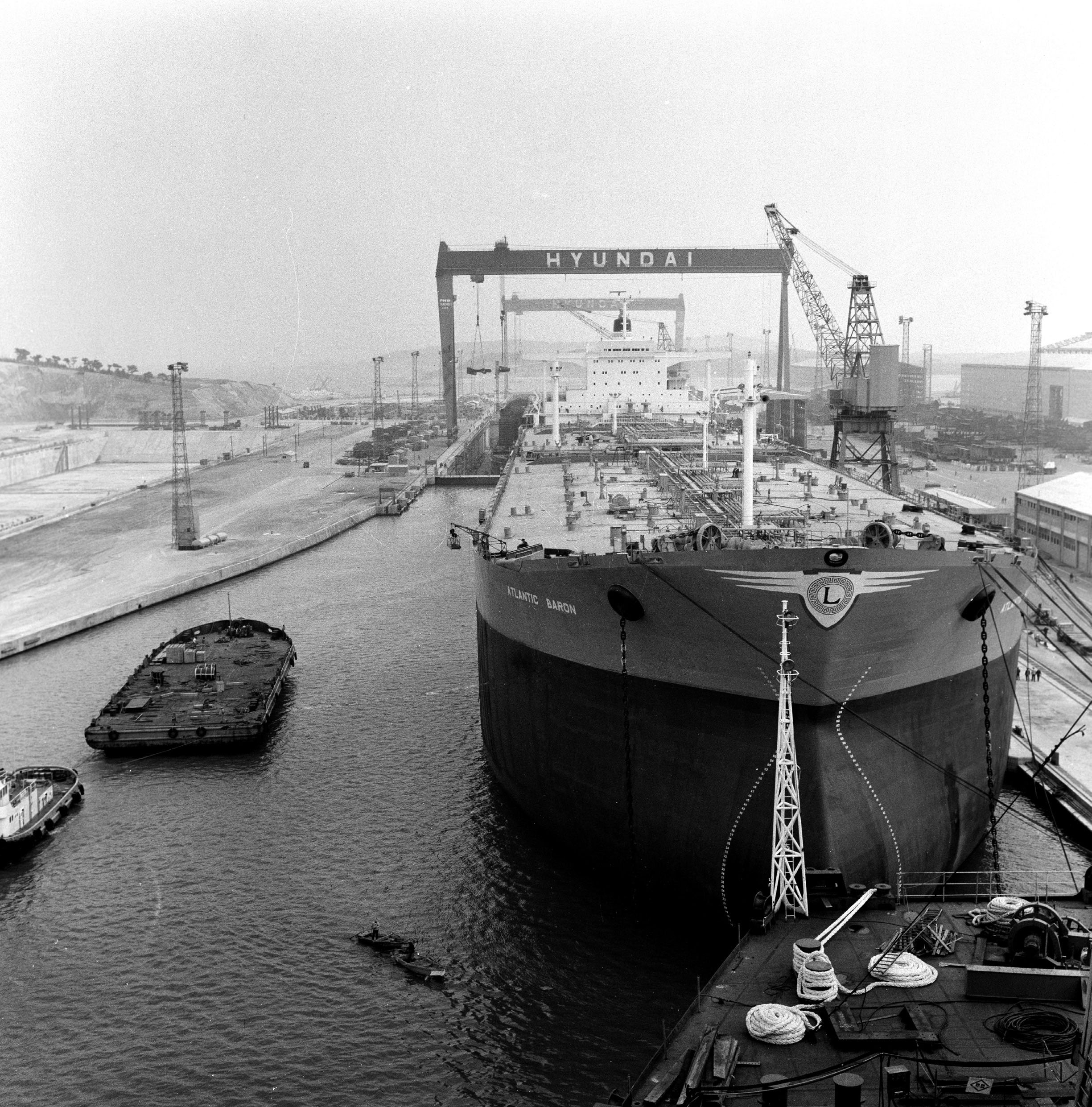
1976年现代重工蔚山造船厂

在前两个五年计划期间，韩国经济以年均9.1%的增速高速增长，出口年均增速接近40%，投资率从1962年的12.4%提高到1971年的28.1%，国内储蓄率明显提高。基于一五和二五所取得的成就，三五计划是以将韩国建设成为中等发达国家为基本出发点制定的:107。三五计划谋求“增长、稳定、均衡之间的协调”，保持均衡稳定的发展。通过提高农民和低收入者的收入，缩小城乡差距，提高全体国民的福利水平。通过汉江、洛东江、荣山江、锦江四大江流域的开发、道路网的扩充等综合国土开发，促进区域均衡发展。通过促进产业结构升级，改善国际收支，实现粮食自给，建立“自立经济结构”:107:127:108。
“大力发展农渔村经济，大幅增加出口，建设重化工业”是三五计划的基本点。其政策重点包括：（1）增加粮食产量和农渔民收入，实现粮食自给，促进耕地的整治和机械化。（2）改善农渔村文化和福利设施，促进农渔村的电气化和道路网的扩充。（3）大力发展出口，改善国际收支。（4）建设重化工业，提升产业结构。（5）加速科技、教育发展，促进人力资源的开发。（6）均衡发展电力、交通、仓储、通讯等社会间接资本。（7）有效开展四大江等国土资源开放，建立出口工业园，适当分散工业和人口分布，促进区域均衡发展。（8）扩大住宅、社会保障等事业，改善劳动环境，提高国民福利和生活水平。:108
为促进农渔村、中小企业、流通部门等生产率低下部门的发展，以达到均衡发展的目的，三五计划的年均增长率确定为8.6%，低于二五计划的实际增长率。农林渔业部门的平均年增长率定为4.5%高于前两个五年计划2.5%的年均增长率。工矿业部门的年均增长率則定为13%，继续主导经济增长。钢铁、机械、石化等重化工也在工业结构中的比重要从1970年的35.9%提高到1976年40.5%。社会间接资本与其它服务业的年均增长率設为8.5%，其中电力、运输、通讯、建筑等能更有效支持其它产业发展的部门年均增长率定为12.3%。出口年均增长率定为24.3%，进口为12.9%，以改善国际收支。1970年，韩国人口增长率为2.21%，计划将1973年后的人口增长率维持在1.5%的水平。以1970年不变价格计算，人均国民收入要从1970年的223美元提高到1976年的389美元。完全失业率要从1970年4.6%下降到4.0%。:109:72-73
1973年10月，中东战争引发全球性的石油危机，全球经济因此陷入滞涨。世界经济增速由1973年的6.2%降到1975年的1%，美、日、德等国家都出现了经济负增长。严峻的国际经济形势使韩国在1974-1975年间饱尝了增速减慢、国际物价暴涨、国际收支恶化的苦头。不过由于韩国将经济发展重点放在重化工业和扶植出口产业化，并在石油危机发生之后不久就积极打入中东市场，使大量外汇回流韩国。与美、日、德相比，韩国经济经受住了石油危机的考验:110-112:75。三五期间韩国经济年均增长率达到了10.1%，不仅超出原定8.6%的增长目标，也超出了前两个五年计划的经济增长率。不过各年度经济增长率波动较大，1972年为5.8%，1973年为14.9%，1974和1975年分别降到8.0%和7.1%，而1976年又急升到15.1%:112:75-76。
韩国经济在全球石油危机不利影响下的高速增长，归功于其由出口带动下年均以20%增长的工矿业，国内投资的增加，以及农林部门的稳定增长。以出口为导向的重化工业的推进，不仅拉动着韩国经济的高速增长，也彻底改变了韩国经济的产业结构，为工业结构的升级作出了贡献:112。1973年，浦项钢铁现代化的第一期工程竣工，使韩国钢铁工业进入新的历史发展时期:47-48。同年，韩国蔚山船厂建成投产，成为韩国造船业腾飞的起点:51。1975年，韩国现代自主设计的第一个品牌轿车Pony投入生产，国产化率达到90%:171:141。三五期间，韩国年均投资率为27.8%，不仅超过了原计划的24.9%，也高于二五期间26.4%的投资率，有效拉动了经济的增长。三五期间的高投资率主要是依靠国内储蓄率的提高，韩国国内年均储蓄率由一五期间的6.1%，二五期间的13.1%，增加到18.2%，而国外储蓄率则从8.8%，12.9%迂回到9.8%:114:76-77。从1970年开始的“新村运动”在三五期间使韩国农村发生革命性的改变，农民收入和生活都得到很大的改善。1975年后，韩国大米和大麦实现了自给有余:112:76。
三五期间，由于国际原油和进口价格的上涨，韩国国际收支状况恶化。1972年和1973年，韩国经常性收支赤字只有3亿美元，而1974年增加到了20亿美元。由于韩国经济对外依存性很大，韩国只能通过提高国内物价的方式应对国际油价的上涨。三五期间，韩国批发物价年均上涨20.1%，其中1974年上涨40.1%。政府主导的重化工政策也进一步加深了韩国经济各产业之间的不平衡，阻碍了其它部门的发展，导致资源的错误配置，使整个国民经济的效率降低。前两个五年计划期间出现的问题，不仅没能在三五期间得到解决，反而進一步加深，特别是国民收入分配和社会发展不均衡的问题变得更为严重。:114-115:77-78

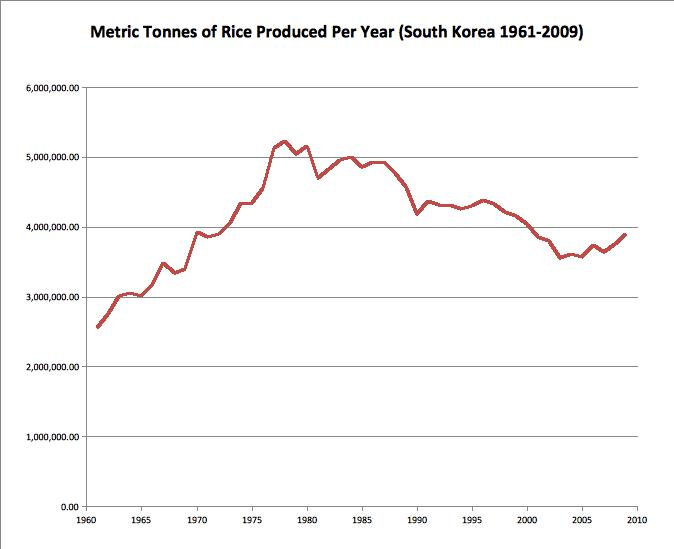
韩国大米历年产量图

### 四五计划（1977-1981年）
四五计划继续以经济高速增长为基本点。不过，考虑到三五期间不利的国际经济形势和韩国经济的实际状况，韩国政府对开发计划的基调作了调整。四五计划以“增长、公平、效率”为理念，以确立自力增长结构，通过社会开发和技术革新，增进社会公平，提高效率为目标。:115:78
四五计划的政策重点包括：（1）确立自力增长结构，提高国内储蓄率，增强自力筹措投资的能力，消除国际收支逆差，实现国际收支平衡，优化产业结构，提升产业国际竞争力。（2）促进社会开发提高国民福利。推进综合、系统的社会开发，通过加强就业、教育、保健、职业培训等改善经济活动过程中的第一次收入分配，并通过税收和政府转移支出改善第二次收入分配，实现福利社会。完成农渔村电气化、供水设施与屋顶改造等进一步改善农渔民生活环境，并扩大住宅供给，防止公害，以满足社会生活的基本需求。（3）推进技术革新，改善经营机制，提高效率，提升产业国际竞争力。:116-117:78-79
四五计划制定的经济指标主要包括：年均经济增长率定为9.2%，到1981年，人均国民生产总值要达到1,512美元。到1981年，国内储蓄率将提高到26.1%，全部投资要由国内资金提供。物价上涨率要控制在8-9%，年均通化增加率要保持在20%上下。产业机构中方面，1981年工矿业比例要从1975年的29.7%上升到40.9%。重化工业年均要增长17.3%，轻工业年均增长11.8%。1981年重化工在工业结构的比重要从1975年的42.4%提高到49.5%。在国际收支方面，1979年要实现经常性收支平衡，1980年实现贸易收支平衡。外债在国民生产总值的比率有1975年的25%下降到23%，中长期贷款本息在经常收入中的比率从12.7%下降到10.5%。:117-118:80
四五期间，由于国内外的诸多原因，包括经济增长率在内的多个计划指标都没能达标。与此同时，韩国经济内在的结构性问题也充分暴露出来。在四五计划实施过程中，韩国经济碰到了不少意想不到的问题。1970年代末的第二次石油危机使全球经济又一次进入萧条，导致韩国外债负担日益沉重。1979年，朴正熙总统遇刺身亡后，韩国政治、社会陷入混乱之中，经济失去稳定。此外，发达国家贸易保护主义的抬头使国际贸易规模缩小，韩国在1977年实现出口100亿美元后，出口增长开始放慢:118:80-81。四五期间，韩国年均经济增长率只有5.5%，远低于计划的9.2%，是自1962年以来最低的一次，并在1980年首次出现-6.2%的负增长:118:54:128:108。
四五期间，受第二次石油危机和国内形势的影响，韩国批发物价上涨了19.7%，高出计划目标10%以上。国内储蓄率在1981年下降到22.8%，低于1976年的水平（23.1%）。但总投资率却大幅超出计划目标，达到35.5%。1981年，韩国外债达到325亿美元，远远超出预测的136亿美元，成为当时世界第四大债务国。四五期间是韩国最大力推进重化工业的时期，1981年，重化工业在制造业的比重达到了超出计划目标的53%，不过工矿业在整个国民经济的比重只有30%，远低于计划的40.9%，第三产业比重增加。国内总投资中国内储蓄的比率有1976-1977年间的90-92%下降到1980-1981年间的63-70%。:120:80-81

### 五五计划（1982-1986年）
经过前四个五年计划，韩国经济在量和质两个方面都取得了巨大的成果。但由于第二次石油危机和韩国社会的不稳定，特别是1980年空前的自然灾害导致农业大幅歉收，韩国经济在1980年出现了负增长的困境，经济状况很不乐观。以往经济开发所导致的通化膨胀，经济、社会中的低效率因素，收入差距和地区发展不平衡等问题进一步扩大。根据这些情况，韩国五五计划以“稳定、效率、均衡”为基本理念，确定了新的发展目标和战略，重新确定政府计划的性质和作用:122:80-81。从五五计划开始，韩国政府改称“经济开发五年计划”为“经济社会发展五年计划”，以表明其不仅重视经济增长也重视社会发展:55:84。
韩国政府于1980年开始制定五五计划，于1981年完成:55。五五计划的基本目标是：（1）巩固经济稳定的基础，稳定国民生活，加强竞争力，改善国际收支。（2）巩固持续增长基础，扩大就业机会，增加收入。（3）通过不同收入阶层之间，不同区域之间的均衡发展，增进国民福利:83。其政策重点包括：（1）稳定物价，将年物价涨幅控制在10%以内。在五五计划前半期，大力整治结构性通货膨胀。（2）最大限度地提高投资效率，增加储蓄，以确保年均7-8%的经济增长率。（3）充分发挥市场职能，促进竞争。（4）更加积极地推进以出口战略为主导对外开放政策。（5）扶植在国际市场上有竞争力的比较优势产业。（6）均衡开发国土，保护环境。（7）积极推进社会发展，以满足国民基本需求:123:83。
五五计划制定的经济指标主要包括：年均经济增长率定为7.%，其中农林渔业年均增长率为2.6%，工矿业为10.8%，社会间接资本及其它服务业为7.3%。以1980年不变价格计算，五五期间总投资75.8兆韩圆，年均投资率为31.6%。国内储蓄率到1986年要达到29.6%，国外储蓄率降到2.9%。社会间接资本领域在国民经济总固定资本投资的比重从1979年的33.9%提高到34.1%。社会间接资领域的投资主要有核电厂、通讯工程、首尔和釜山的地铁工程、地方道路工程等。此外，住宅建设投资比重由原来的15.8%提高到20%，计划期间新建146万套住房。到1986年，住宅普及率要从1980年的74.5%提高到78.4%。教育投资比重要由原来的3.0%提高到5.0%。对制造业和农业的投资比重，相应减少。出口以经常价格计算年均增长率为20.3%，1985年出口总额要达到530亿美元。进口以离岸价格计算年均增长17.1%。1986年，经常收支要从1982年的49亿美元的逆差减少年的36亿美元逆差:124:84-85。
1983年12月，韩国政府针对70年代后期重化工投资的诸多问题，提出了“五五修正计划”（1984-1986年）:55。修正计划扩大自主增长的基础，将年均经济增长率由原来的7.6%下调为7.5%。国际收支在1986年要实现4亿美元的顺差，外债从原计划的645亿美元下调为474亿美元。为有效控制外债规模和国内物价的稳定，韩国将严格控制货币的发行量。修订计划还调整了大企业为中心的发展战略，并力争到1986年使进口自由化达到发达国家的水平。此外，修订计划为实现地区均衡发展，还提出了控制首都圈膨胀的政策:124-125:85。
五五期间，韩国经济年均实际增长率达到9.8%，其中农林水产业年均增长率为3.8%，工矿业为11.8%，社会间接资本及其它服务业为11.4%，都超额完成计划目标。1986年韩国总投资率为28.9%，国内储蓄率达到32.8%，国外储蓄率降到-4.4%，在韩国现代经济史上首次实现投资财源完全由国内筹措。受国际市场低汇率、低利率、低油价的“3低”有利形势影响，五五期间韩国经常收支一直呈逐年减少的趋势，1986年出现461,700万美元的盈余，贸易收支也出现42亿多美元的顺差。不过由于韩国外债总额过大，非贸易收支并没有得到明显的改善。虽然出口没有达到计划的351亿美元，但进口额降到了297亿美元，低于计划的351亿美元，表明进口替代和韩国国内产业的技术升级也为国际收支的改善发挥了作用。受国际石油和原材料价格稳定和韩国政府稳定物价政策的影响，五五期间韩国在稳定物价方面取得了明显的成就，年均批发价格涨幅只有1%:125-127:86-87。通货膨胀得到控制，零售物价年平均增长率为3.6%，失业率维持在4.0%:128:108。
五五期间是韩国经济在价格稳定的基础上取得高速增长的一个典型时期:85。韩国经济自立度显著提高，国际收支明显改善，企业竞争力提高，收入分配不均的状况得到改善:127-128:87。从韩国经济史的角度上看，五五计划最大的成果是根据韩国经济的新情况，制定了“民间主导、稳定发展、自由竞争”的经济发展战略。五五计划明确区分了经济计划在民间经济活动中的地位和政府活动中的作用。在民间经济领域，经济计划强调发挥诱导功能，减少政府的介入。但在教育、住宅、保健等与国民基本需求相关的领域，计划强调政府的积极介入，以弥补市场功能的不足:55。

### 六五计划（1987-1991年）

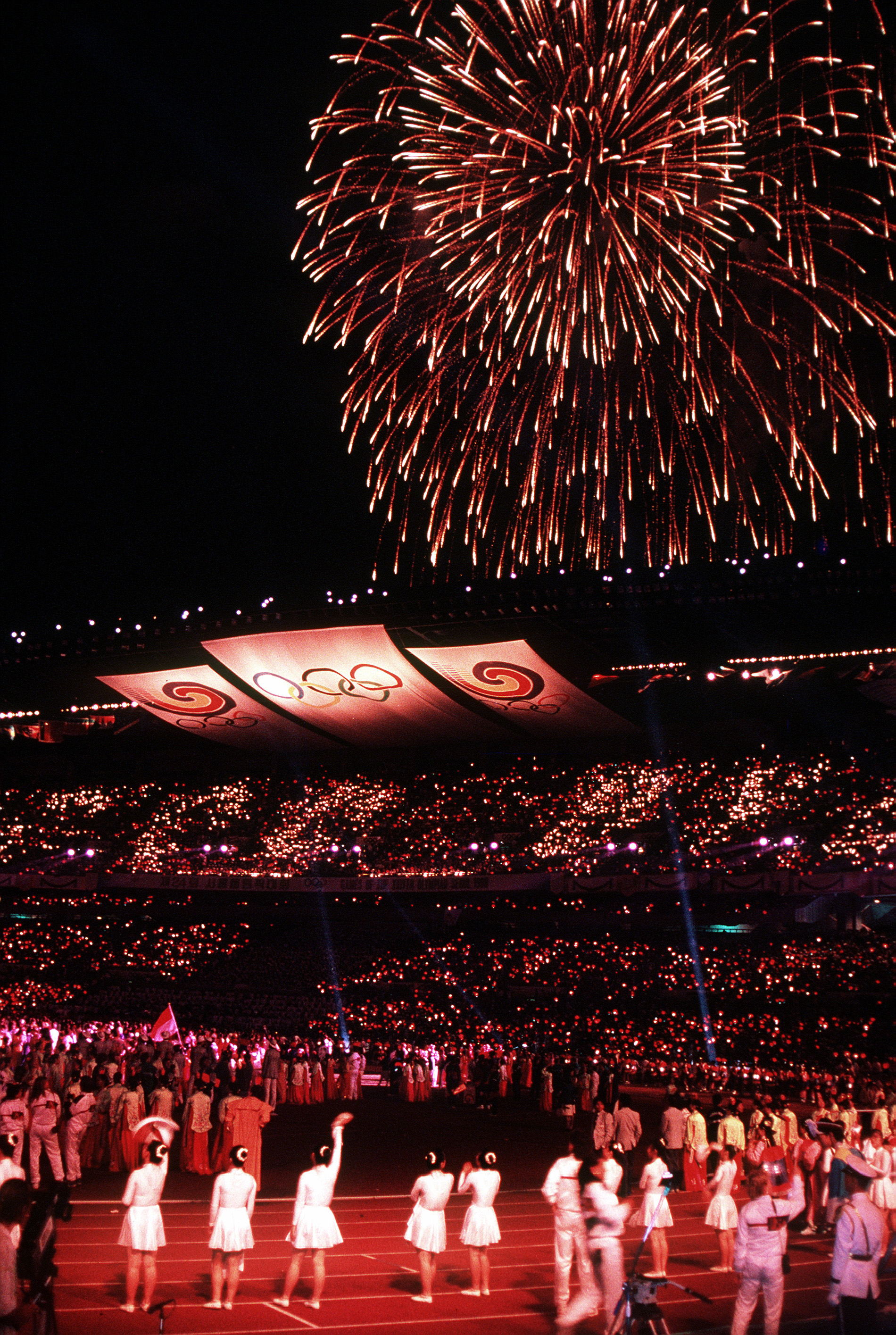
1988年韩国成功举办了第24届夏季奥运会

进入1980年代，韩国政府开始积极推广自由市场竞争原则，并推进了进口自由化。六五期间，韩国一方面面对着美国等发达国家日益增强的贸易保护主义和要求韩国开放市场的压力，另一方面国内不同部门、区域和阶层对均衡发展的要求也越发强烈:128:87。六五计划的制定开始于1985年，完成于1986年。但由于六五初期国际市场“三低”因素的影响，韩国国际收支顺差大增，这也导致国内物价、股市和房地产价格普遍上涨。1987年 六月民主运动的胜利以及不同阶层间经济利益的对立也导致社会不稳。为解决这些问题，韩国政府对原计划进行了大幅修改，并于1988年提出“修正计划”（1988-1991）:55。
六五计划的基本目标是“实现以效率和公平为基础的先进经济，增进国民福利”。为此，（1）政府与社会领导阶层要相互合作，确立能最大限度发挥各阶层国民创造力的经济社会制度和秩序。（2）为在与发达国家的竞争中加速韩国经济的增长与发展，企业家和劳动者要同心协力，改组产业结构，提高技术水平。（3）通过区域社会的均衡发展，促进整个国民经济的发展，并使低收入阶层更多第分享经济增长的成果，以增进全体国民的福利。:128-129:87-88
为实现基本目标，六五计划的基本战略是：（1）建立先进的经济社会制度和秩序，包括简化民间企业的各种审批制度，大力推进金融自主化，根据市场原来配置资源，限制大企业的无限扩张，确立公正交易秩序，改善劳资关系，加强税收管理和消费者权益保护，重新确定政府职能使其适合市场经济秩序。（2）改组产业结构，实现科技立国，包括扩大机械、电子、运输器械、精细化工等产业的投资，提高纺织、制鞋类等传统出口产业的附加值，大力扶植中小企业的发展，特别是机械、零部件和材料等领域的中小企业，以促进进口替代和发展出口，增加科技投资在国民生产总值的比例，加强科技人才的培养核科研经费的投入，推进企业经营合理化，增进企业国际竞争力。（3）推进地区和社会均衡发展，增强国民福利，包括继续整顿首都圈，促进以地方大城市为中心的经济圈的形成，建设以农工地区为中心的地方工业区，继续推进适当的经济增长，扩大中产阶级，加强职业培训好终身教育体制，全面实施农渔村（1988年）和城市（1989年）的医疗保险，从1988年开始实施国民年金制度。:129-130:88-89
六五计划制定的经济指标主要包括：年均经济增长率为7.3%，农林渔业年增长率为6.6%，工矿业12.5%（其中制作业为12.8%），社会间接资本10.2%，其它服务业10.8%。六五期间的总投资目标额为1,770,270 亿美元，年均投资率为30.7%，国内储蓄率到1991年要达到33.5%，而国外储蓄率要降到-2.2%。各产业在总投资的比率为农林渔业5.5%，工矿业29.7%，社会间接资本23.8%，其它服务业41.0%。年均批发物价上涨率为2.0%，零售价上涨3.0%。国际经常性收支要保持每年50亿美元的顺差，其中贸易顺差要从1987年的50亿美元增加到1991年的55亿美元。到1991年，外债总额要由1987年的418亿美元降低到329亿美元。:130-131:89-90
受到国际社会“三低”有利因素的影响，六五计划的第一年韩国宏观经济的主要指标纷纷大幅超出原计划的目标。为此韩国政府在1988年对计划进行了大幅的修改。修正计划的基本目标是以“自主、稳定、福利的协调”为基础增进经济活力，强调经济运营的公平和公正性，经济的均衡发展，开放化和国际化，以及注重提高国民生活水平。修正后的年均经济增长率由原来的7.9%上调为7.5%，1991年的人均国民收入由4,000美元上调到5,500美元。零售物价稳定在5%。经常性收支顺差在国民生产总值的比例由1987年8%下调为2-3%，并决定适当增加进口，扩大国际协作，促进对外投资。:131-132:90
六五期间，韩国经济年均实际增长率为10.0%，超出原计划目标，其中1987-1988年的经济增长率高达12-13%。1991年，韩国人均国民生产总值达到6,518美元，失业率下降到2.3%，实现了完全就业。由于内需的急剧增加，农产品价格的上涨等因素，1990和1991年韩国零售物价分别上涨了8.6%和9.7%，没能达到修订计划5%的目标。不过批发物价仍保持稳定，年均上涨率只有3.3%。第三产业受服务业膨胀的影响在国民经济的比重超过了60%。制造业的比重在1988年达到32.5%后，开始逐渐下降，但精美器械、半导体、电子和通讯领域则有明显增长。农林渔业的比重持续下降。国际收支方面，韩国在1987-1989年持续实现收支顺差，其中1988年经常性收支顺差高达141.6亿美元。但随着韩国国内市场的开放，韩圆的升值，劳动成本的上升，韩国国际收支在1990和1991年又转为逆差，外债也出现回升。:132-133:91-92
六五期间是韩国从权威政治向民主政治转化的过渡阶段，国民生活水平和福利得到很大的提高。最低工资制度（1988年）、国民年金制度（1988年）、全国民医疗保险制度（1989年）等福利制度的确立，形成了韩国社会保障制度的基本框架。1988年开始推行的新城市建设和200万套住宅建设计划，使韩国住宅普及率由1982-1986年的69.1%增加到1987-1991年的74.2%。通过举办1988年夏季奥林匹克运动会和推行北方政策，韩国的国际化和开放化程度明显提高。1991年，韩国工业品进口自由化程率高达99.9%。:132-135:91-92

### 七五计划（1992-1996年）
七五计划的基本目标是“面向21世纪，力求实现先进的经济社会，促进民族统一”。为实现这一基本目标，韩国政府制定了三大基本战略，即（1）加强企业竞争力，（2）提高社会公平，促进均衡发展，（3）推进国际化、自主化，奠定南北统一的基础。七五计划的10大政策课题是：（1）改革教育及人力培养制度，以适应产业社会的需要；（2）促进技术革新与信息化；（3）扩充社会间接设施，提高运输系统的效率；（4）提高企业经营与产业组织的效率，加强中小企业的竞争力；（5）改善农渔村结构，促进地区平衡发展；（6）积极解决住房和环保问题；（7）扩充社会保障制度，发展精神文化；（8）积极推进自主化，重新确立政府职能；（9）扩大和发展对外开放；（10）通过南北交流与合作，奠定南北统一基础。:136:93-94
七五计划制定的经济指标主要包括：年均经济增长率定为7.5%。其中，农林渔业年增长率为1.5%，在整个产业的比重从1991年的8.9%下降到1996年的6.4%。制造业年均增长9.8%，在国民经济中的比重从1991年的28.7%提高到32%。制造业的增长将由机械、电子工业主导，汽车和船舶工业也将继续增长。社会间接资本和其它服务业的比重保持不变。计划期间中期零售物价要控制在6%上下，后期在5%左右，批发物价年上涨率要从中期起控制在2-3%之间。国际收支方面，计划期间实现经常性收支平衡，到1996年实现65亿美元的顺差。出口产品结构将转化为以重化工产品为主，其比重将超过60%，纺织品等轻工业产品的比重将逐渐降低。进口产品的结构上，原材料、资本货物的比重将下降，消费品的比重将有所增加。:138:94
1993年，在七五计划实施一年多后，金泳三就任韩国第14任总统，结束了韩国自1961年以来长达32年的军人执政历史。就任后，金泳三制定了“新经济五年计划”，以取代原有的七五计划。新经济五年计划的目标是在计划期间内使韩国经济跨入先进经济圈，并为南北统一奠定坚实的经济基础。其基本战略是首先通过“新经济百日计划”奠定新经济五年计划的实施所需要的基础条件，其次是通过改革创造出新的发展动力。新经济百日计划的七大任务包括：（1）鼓励投资，刺激景气的恢复；（2）扶植中小企业；（3）提高技术开发投资效率；（4）消除阻碍企业发展的各种行政管制，提高企业获得自主性；（5）准备大幅度改善农渔村结构的方案；（6）严格管理生活必需品价格；（7）以公职人员为中心，推进国民意识改革运动，提高制度改革的实效。:139-141:96
新经济五年计划又明确了各年度计划的重点。1993年实行百日计划，恢复经济景气，后半年正式着手改革金融、财政等国内经济部门的制度。1994年完成国内经济部门的改革，并着手对外经济部门的改革。1995年大力推进对外经济部门的改革。1996年完成对外经济部门的改革，并在住宅、环境、交通、养老、福利等方面提高国民神话质量。1997年使韩国经济一跃成为全体国民的“新经济”。:139-141:96-97
新经济五年计划制定的经济目标与原七五计划差别不大，但总体上比七五计划保守些。年均经济增长率定为6.9%，1998年人均，国民生产总值超过14,000美元。年均国内储蓄率要达到36%，1998年达到37.5%，年均国内总投资率为35.8%，1998年达到37.5%。零售物价年均上涨3.7%，批发物价年均上涨1.6%。国际经常性收支在1994年要达到平衡，后转为顺差，1998年年底顺差要达到53亿美元。:142:97
由于卢泰愚政府经济政策上某些失误，韩国1992年经济增长率下降到5.1%，是自1962年以来，除1980年外，最低的一年。实行新经济五年计划后，韩国1993年的经济增长率为5.8%，1994年上升到8.4%，1995年达到9.3%。1995年韩国国民生产总值达到4,560亿美元，居世界第11位，人均国民生产总值达10,163美元，居世界第32位。1992-1995年的年均零售物价上涨率为5.4%:144:97。
新经济五年计划的改革措施在反腐倡廉、推进社会公平与经济正义、缓解政府行政管制、搞活企业经营、推动经济增长、推动金融资本自由化方面也取得了明显的成效。特别是1993年8月12日起开始实施的金融实名制，对金融市场和经济的长久发展产生良好效果。不过，韩国经济发展几十年来积累下来的诸如大企业与中小企业、轻工业与重工业、政府管制与民间主导等结构性问题还是没能得到解决。金融结构的脆弱和产业技术水平的相对落后也尚待解决:144:97。金泳三政府也没能有效防备1997年的亚洲金融危机。1998年，韩国经济增长率降到了-6.9%，是韩国实行五年经济计划以来的最低值。后来的金大中政府不再制定五年经济计划:56-57。

## 历次五年计划摘要列表
|                          | 年均经济增长率 （实际增长率） | 计划目标 | 重点政策课题 |
| ------------------------ | ----------------------------- | --- | --- |
| 一五计划 （1962-1966年） | 7.1% （8.5%）                 | （1）纠正社会经济上的一切恶性循环； （2）为实现自立经济奠定基础 | （1）发展电力、煤炭等能源产业； （2）增强农业生产力，提高农民收入，纠正国民经济结构的不均衡； （3）扩充基干产业，充实社会间接资本； （4）活用闲置资源，尤其要增加就业，保护和开发国土； （5）以增加出口为主轴，改善国际收支； （6）振兴技术 |
| 二五计划 （1967-1971年） | 7.0% （9.7%）                 | （1）实现产业结构现代化； （2）进一步促进自立经济的确立 | （1）实现粮食自给自足，促进山区绿化和水产业开发； （2）建设化工、钢铁、机械工业，实现工业生产翻一番，为工业结构的提升打下基础； （3）出口额达到7亿美元，促进进口替代，进一步改善国际收支； （4）扩大就业，并推行计划生育，抑制人口的快速增长； （5）大幅增加国民收入，特别要重视农业的多种经营，以提高农民的收入； （6）振兴科学技术，培养人力资源，提高技术水平和生产率 |
| 三五计划 （1972-1976年） | 8.6% （10.1%）                | （1）谋求“增长、稳定、均衡“之间的协调； （2）建立自立经济结构； （3）推进国土综合开发与区域均衡开放” | （1）增加粮食产量和农渔民收入，实现粮食自给，促进耕地的整治和机械化； （2）改善农渔村文化和福利设施，促进农渔村的电气化和道路网的扩充； （3）大力发展出口，改善国际收支； （4）建设重化工业，提升产业结构； （5）加速科技、教育发展，促进人力资源的开发； （6）均衡发展电力、交通、仓储、通讯等社会间接资本； （7）有效开展四大江等国土资源开放，建立出口工业园，适当分散工业和人口分布，促进区域均衡发展； （8）扩大住宅、社会保障等事业，改善劳动环境，提高国民福利和生活水平 |
| 四五计划 （1977-1981年） | 9.2% （5.5%）                 | 以“增长、公平、效率”为理念 （1）确立自力增长结构； （2）促进社会开发； （3）推进技术革新，提高效率 | （1）自力筹措投资资源； （2）实现国际收支平衡； （3）实现产业结构，提升产业国际竞争力； （4）扩大就业机会，促进人力开发； （5）扩大新村项目； （6）改善生活环境； （7）扩大科技投资； （8）改善经营机制，提高效率 |
| 五五计划 （1982-1986年） | 7.6% （9.8%）                 | 以“稳定、效率、均衡”为理念 （1）巩固经济稳定的基础，稳定国民生活，加强竞争力，改善国际收支； （2）巩固持续增长基础，扩大就业机会，增加收入； （3）通过不同收入阶层之间，不同区域之间的均衡发展，增进国民福利 | （1）抑制通货膨胀，稳定物价； （2）提高投资效率，增加储蓄； （3）促进竞争，恢復市场機能； （4）继续推进以出口战略为主导对外开放政策； （5）均衡开发国土，保护环境； （6）调整政府职能，提高行政效率； （7）促进技术革新，提高产业效率； （8）改善金融制度； （9）满足国民基本需求，积极推进社会开发； （10）积极筹办1988年奥运会 |
| 六五计划 （1987-1991年） | 7.3% （10.0%）                | “实现以效率和公平为基础的先进经济，增进国民福利” （1）确立新的经济社会制度和秩序； （2）改组产业结构，提高技术水平； （3）增进全体国民的福利                                                                 | （1）为扩大就业机会继续保持适度增长率； （2）继续维持物价稳定； （3）继续维持国际收支顺差，缓解外债负担； （4）促进产业结构调整，实现技术立国； （5）推进地域之间均衡发展与农渔村综合开发； （6）增进国民福利，提高分配公平性； （7）完善市场经济秩序，调整政府职能 |
| 七五计划 （1992-1996年） | 7.5% （7.3%）                 | 面向21世纪，力求实现先进的经济社会，促进民族统一 （1）加强企业竞争力； （2）提高社会公平，促进均衡发展； （3）推进国际化、自主化，奠定南北统一的基础                                                         | （1）改革教育及人力培养制度，以适应产业社会的需要； （2）促进技术革新与信息化； （3）扩充社会间接设施，提高运输系统的效率； （4）提高企业经营与产业组织的效率，加强中小企业的竞争力； （5）改善农渔村结构，促进地区平衡发展； （6）积极解决住房和环保问题； （7）扩充社会保障制度，发展精神文化； （8）积极推进自主化，重新确立政府职能； （9）扩大和发展对外开放； （10）通过南北交流与合作，奠定南北统一基础                                                                  |